# Anisodontea
Anisodontea es un género con 22 especies de plantas de flores perteneciente a la familia  Malvaceae.Es originaria de Sudáfrica. Fue descrito por Karel Presl  y publicado en Abhandlungen der Königlichen Böhmischen Gesellschaft der Wissenschaften, ser. 5  3: 448, en el año 1845. La especie tipo es Anisodontea dregeana C.Presl.

## Especies
| - Anisodontea alexandrii - Anisodontea anomala - Anisodontea biflora - Anisodontea bryoniifolia - Anisodontea capensis - Anisodontea dissecta - Anisodontea dregeana - Anisodontea elegans - Anisodontea erubescens - Anisodontea fruticosa - Anisodontea gracilis | - Anisodontea × hypomadarum - Anisodontea julii - Anisodontea malvastroides - Anisodontea procumbens - Anisodontea pseudocapensis - Anisodontea racemosa - Anisodontea reflexa - Anisodontea scabrosa - Anisodontea setosa - Anisodontea theronii - Anisodontea triloba |

## Sinonimia
- Malveopsis C.Presl